# ポール・メシュエン (外交官)

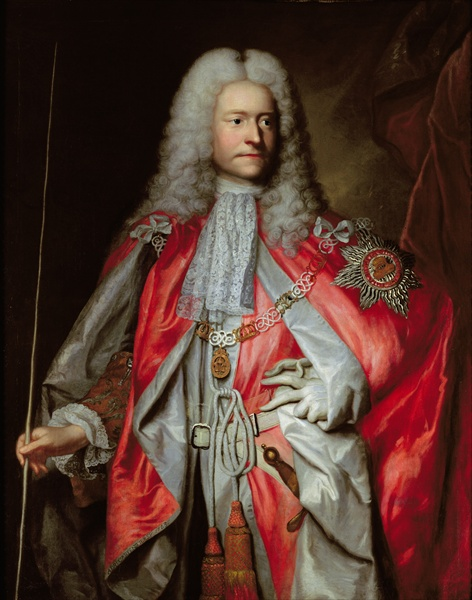
サー・ポール・メシュエン

サー・ポール・メシュエン（英語: Sir Paul Methuen PC KB、1672年12月19日（洗礼日） – 1757年4月11日）は、イギリスの外交官、政治家。ホイッグ党に属し、1708年から1747年まで庶民院議員を務めた。

## 生涯

### 外交官として
外交官ジョン・メシュエンの息子として1672年に生まれ、1681年から1684年までパリのイエズス会学校で教育を受けた後、1685年にインナー・テンプル入りを果たした。1692年にポルトガル駐在イングランド公使を務める父の秘書になり、父が一時帰国したときはその代役を務めた。
1697年に父がアイルランド大法官に任命されると正式にポルトガル駐在イングランド公使になり、1702年まで務めたが、1701年にポルトガルがフランス王国と同盟を締結するときはそれを防ぐことに失敗した。1702年に父がポルトガル駐在イングランド大使になり、ポルトガルを寝返らせ1703年にはメシュエン条約の締結に成功した。1705年7月にカール大公に同伴してジブラルタルへ遠征した後、同年にサヴォイア駐在イングランド公使に任命された。1706年に父が死去すると再びポルトガル駐在大使に転じ、1708年2月まで務めた。

### 政治家として
1708年イギリス総選挙ではディヴァイジズ選挙区で庶民院議員に当選したが、当選時点ではまだ帰国していなかった。1709年から1710年にかけて下級海軍卿を務めた後、1710年イギリス総選挙では最初は再選したとされたが、後に庶民院から落選との裁定が下された。1713年イギリス総選挙ではブラックリー選挙区で当選したが、1714年4月20日に選挙申立てにより当選が取り消された（代わりにトーリー党員の当選が裁定された）。1714年に大蔵卿に任命され（1717年まで在任）、同1714年10月29日には枢密顧問官に任命された。
1715年イギリス総選挙ではブラックリー選挙区で再び当選、以降1747年まで同選挙区の議員を務めた。1715年、スペイン駐在大使に任命されたが、病気により帰国を余儀なくされた。1716年に南部担当国務大臣に任命されたが、翌年にロバート・ウォルポールとともに辞任した。1720年にウォルポールが復帰するとメシュエンも王室監査官に任命され、1725年に王室会計長官に転じ、1730年まで務めた。1725年5月27日、バス勲章を授与された。1730年に国務大臣の再任を求めて失敗すると、王室会計長官を辞任、以降公職につくことはなくなった。その後の議会活動では1732年にサー・ロバート・サットンを弁護、1733年にウォルポールの消費税法案に反対、1739年のパルド協定に反対、1741年12月には選挙委員会の議長選挙でジョージ・リーを支持してウォルポールの推す候補を落選させた。後援者の初代ブリッジウォーター公爵の死により、1747年イギリス総選挙で立候補せず議席を失った。

### 死去
1757年4月11日に未婚のまま死去、ウェストミンスター寺院に埋葬された。遺産は約25万ポンドとされ、叔父の孫で同名のポール・メシュエンが継承した。
米国マサチューセッツ州マスーアンはポール・メシュエンに因んで名づけられた。

## 人物
メアリー・ウォートリー・モンタギューによると、ゾフィア・シャルロッテ・フォン・キールマンゼックの愛人だったという。

## 関連図書
- G. F. R. Barker, ‘Methuen, John (1650–1706)’, rev. Thomas Doyle, Oxford Dictionary of National Biography, (Oxford University Press, 2004; online edn, Oct 2008), accessed 4 November 2008.